# Dichaetomyia maumerensis
Dichaetomyia maumerensis är en tvåvingeart som beskrevs av Shinonaga 2004. Dichaetomyia maumerensis ingår i släktet Dichaetomyia och familjen husflugor. Inga underarter finns listade i Catalogue of Life.